# روجر لورانس وليامز
روجر لورانس وليامز (بالإنجليزية: Roger Lawrence Williams)‏ هو مؤرخ أمريكي، ولد في 22 يونيو 1923، وتوفي في 4 يوليو 2017.